# 1623 au théâtre
| Années du théâtre : 1620 - 1621 - 1622 - 1623 - 1624 - 1625 - 1626    |
| Décennies du théâtre : 1590 - 1600 - 1610 - 1620 - 1630 - 1640 - 1650 |

## Événements
- Réouverture du Fortune Playhouse (« Théâtre de la Fortune ») à Londres : ce théâtre en bois et en briques, de forme carrée, où joue la troupe de l'Amiral, détruit par un incendie le 9 décembre 1621, a été reconstruit entièrement en briques et sous la forme cylindrique classique, pour un coût de 1 000 £, par son propriétaire, l'entrepreneur de théâtre et acteur Edward Alleyn[1].
- 6 août : décès d'Anne Hathaway, femme du dramaturge anglais William Shakespeare.

## Pièces de théâtre publiées

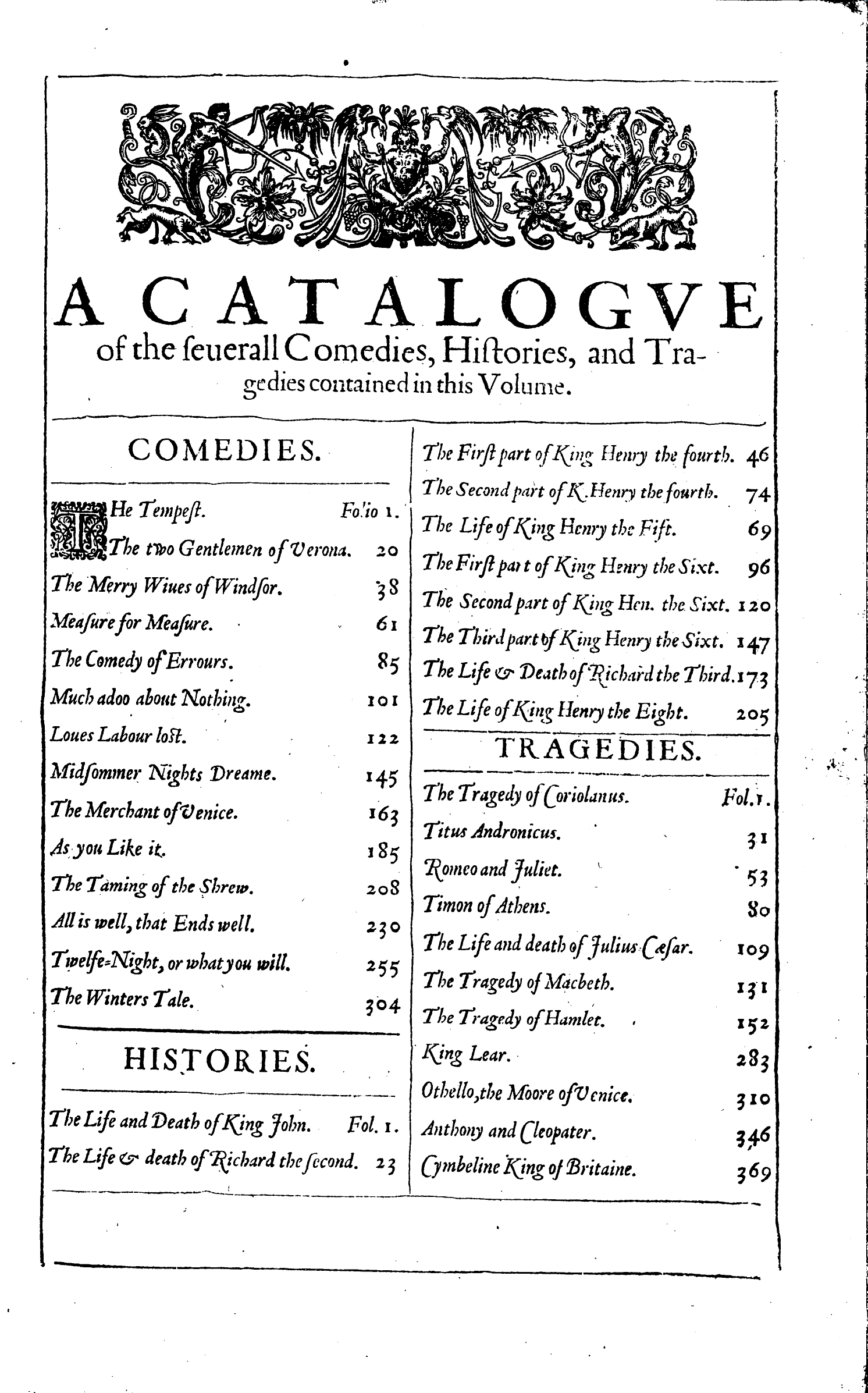
Sommaire du Premier Folio des œuvres de William Shakespeare, 1623.

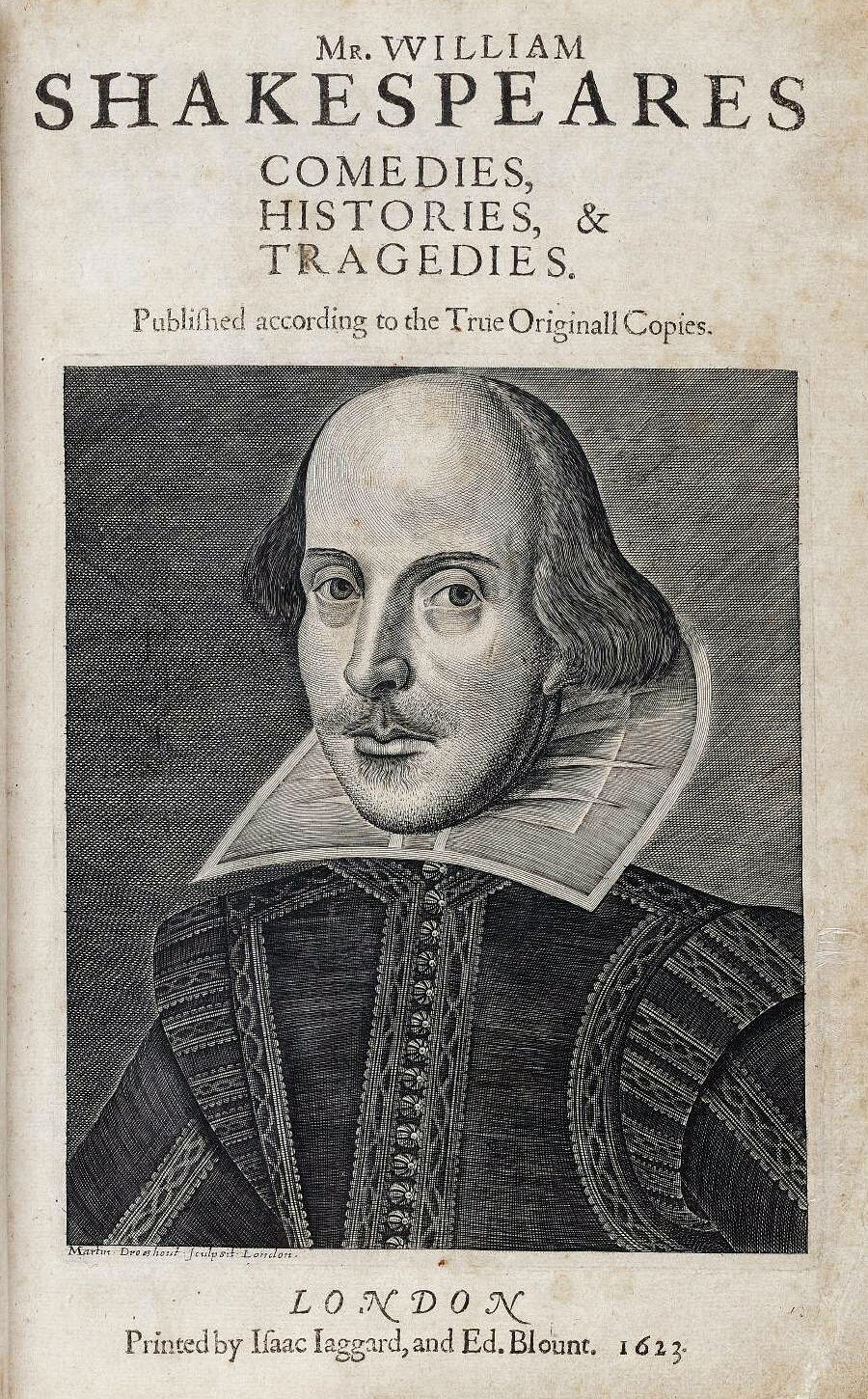
Page de titre du Premier Folio.

- Publication du Premier Folio : premier recueil publié des œuvres théâtrales de William Shakespeare, Londres, John Heminges et Henry Condell. Sur la page de titre, figure le portrait de Shakespeare gravé par Martin Droeshout, dit Portrait Droeshout. Le recueil contient 36 pièces dont 18 inédites : 
  - Comédies 
    - La Tempête
    - Les Deux Gentilshommes de Vérone
    - Mesure pour mesure
    - La Comédie des erreurs
    - Beaucoup de bruit pour rien
    - Comme il vous plaira
    - La Mégère apprivoisée
    - Tout est bien qui finit bien
    - La Nuit des rois
    - Le Conte d'hiver

  - Pièces historiques 
    - Le Roi Jean
    - Henri VIII

  - Tragédies
    - Coriolan
    - Timon d'Athènes
    - Jules César
    - Macbeth
    - Antoine et Cléopâtre
    - Cymbeline

- Alexandre Hardy, Les chastes et loyales amours de Théagène et Cariclée, réduites du grec de l'Histoire d'Héliodore en huict poèmes dragmatiques ou théâtres consécutifs, Paris, Jacques Quesnel, [12]-502-64 (lire en ligne).
- Denis Coppée, L’exécrable assassinat perpétré par les janissaires en la personne du sultan Osman empereur de Constantinople, avec la mort de ses plus favoris. Tragédie, Rouen, Raphael du Petit Val, 1623 (lire en ligne).
- John Webster, La Duchesse d'Amalfi (The Tragedy of the Dutchesse of Malfy), tragédie, Londres, Nicholas Okes pour John Waterson.
- Théophile de Viau, Les Amours tragiques de Pyrame et Thisbé tragédie publiée dans la Seconde Partie des œuvres du sieur Théophile à Paris chez Pierre Billaine[2].

## Pièces de théâtre représentées

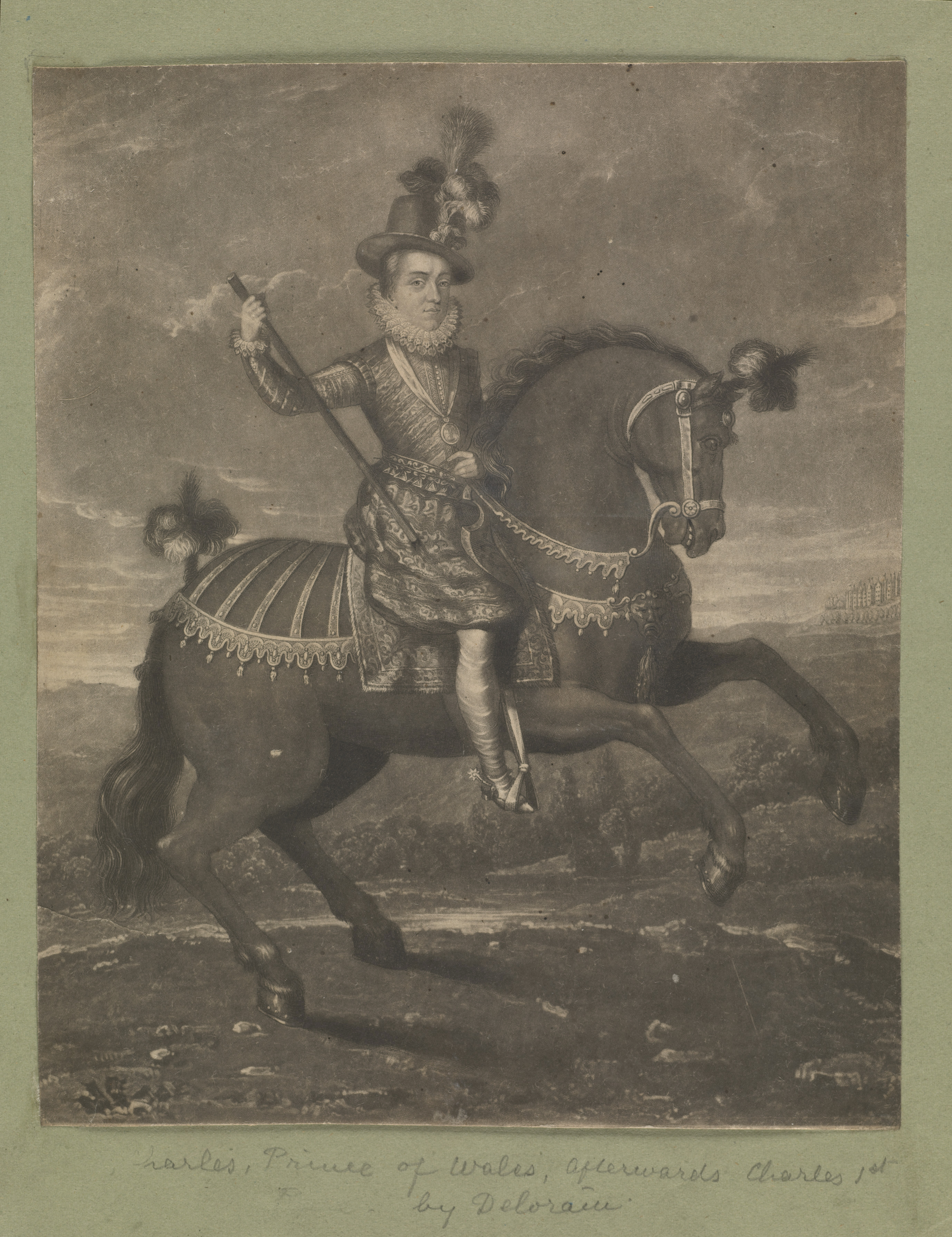
Le prince de Galles, futur Charles Ier, gravure de Charles Turner d'après Francis Delaram (1590-1627)

- 29 juin : Pedro Calderón de la Barca, Amor, honor y poder (es) (« Amour, honneur et pouvoir »), première pièce connue l'auteur, comédie historique créée pour la venue du prince de Galles (futur Charles Ier), Madrid, Alcázar royal.
- 3 décembre : Philip Massinger, The Bondman (en), tragi-comédie, Londres, Cockpit Theatre.

## Décès
- Date précise inconnue ou non renseignée : 
  - Thomas Hughes, dramaturge anglais, né avant 1571.
  - Joachim Bernier de La Brousse, poète et dramaturge français, né vers 1580.